# Vaporwave
Ne doit pas être confondu avec Vaporware.
Sous-genres
Fashwave, future funk, future vision, laborwave, mallsoft, vaporgoth, vapornoise, Simpsonwave, vaportrap,
La vaporwave (parfois stylisée «ｖａｐｏｒｗａｖｅ» avec des caractères en pleine chasse) est un genre musical et mouvement artistique, ayant émergé sur internet dans les années 2010 des scènes dance indépendantes comme le seapunk, la bounce house, la witch house, et le chillwave. La vaporwave est caractérisée par sa nostalgie et sa fascination pour la culture rétro, la technologie, et les pubs des années 1980 et 1990.
Bien que son attitude et son message soient divergents et ambigus, la vaporwave sert à la fois de critique et de parodie de la société de consommation, du système capitaliste, de la propagande, de la culture yuppie des années 1980,[à définir], et de la musique new age.

## Histoire
La vaporwave relève tout d'abord de l'appropriation, caractérisée par son usage principal d'échantillons sonores issus des musiques des années 1970, 1980, 1990 et début 2000 qui comprennent typiquement : lounge, smooth jazz ou musique d'ascenseur,. Les échantillons sont souvent pitchés ou altérés dans le style chopped and screwed,. C'est un genre considéré comme étant inspiré directement du seapunk.
Le genre est réellement né en 2011 grâce aux communautés en ligne comme turntable.fm,. Le genre a pour origine les débuts la musique électronique expérimentale, et les albums Chuck Person's Eccojams Vol. 1 de Chuck Person (2010) et Far Side Virtual de James Ferraro sont considérés comme les « catalyseurs » du développement du genre,. Dans le premier album, on peut entendre des chansons des années 1980, 1990 et 2000 sous un format ralenti avec plusieurs répétitions et des bruitages caractéristiques de cette période. Dans le second, la musique est plus rythmée et s'inspire de l’univers musical de la société « consommatrice » des années 1990.

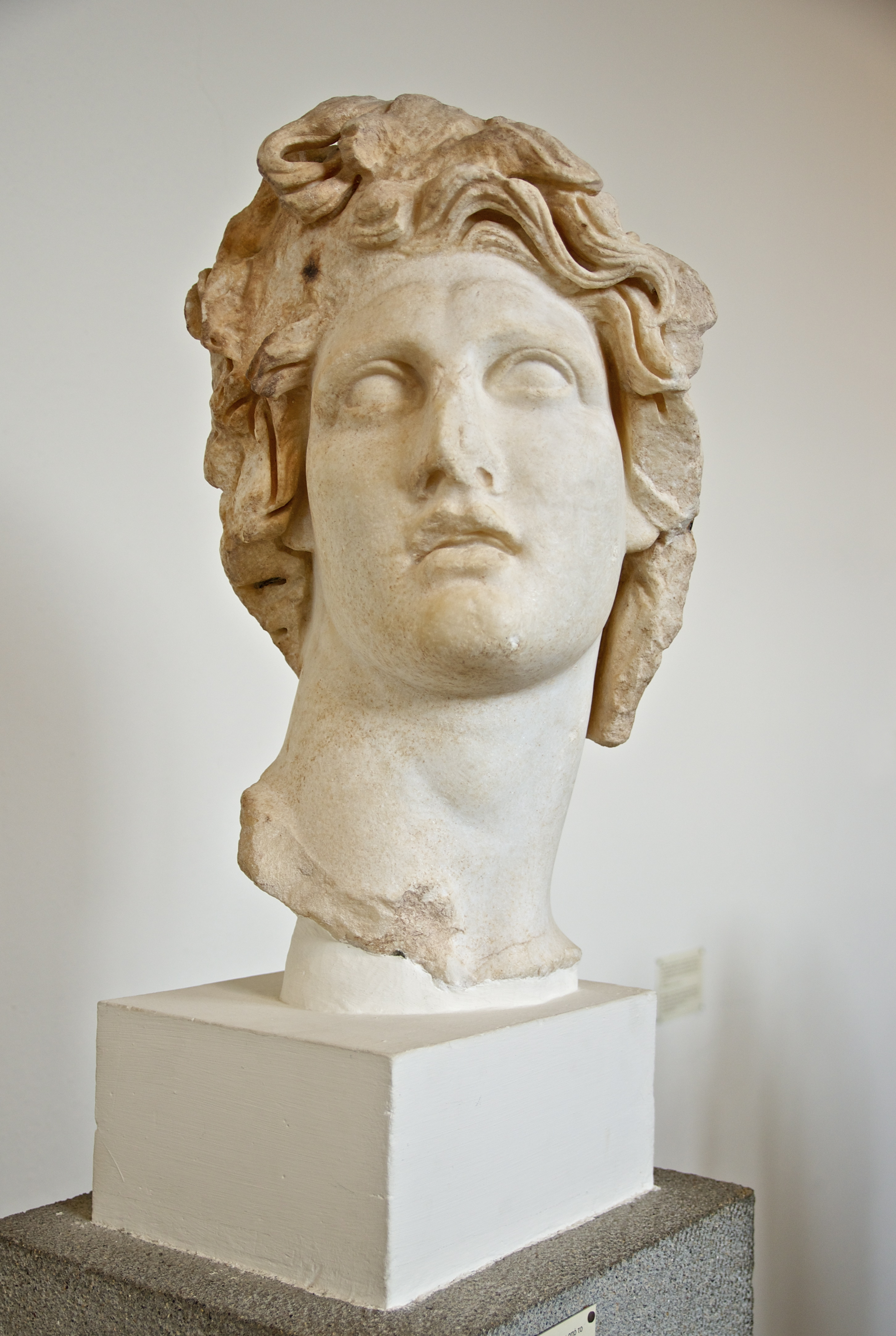
Figure du dieu Hélios. La sculpture antique est un élément récurrent dans les visuels vaporwave.

L'album Floral Shoppe de Macintosh Plus (Vektroid), sorti en décembre 2011, est décrit comme l'un des albums les plus significatifs des débuts de la vaporwave. Il instaure plusieurs éléments typiques du genre comme l'utilisation de statues romaines, de caractères japonais et de couleurs criardes pour les pochettes, et le ralentissement de morceaux pop des années 1980.
Dans les années qui suivent, il se popularise sur des sites tels que Bandcamp, SoundCloud, Last.fm et 4chan, reddit ou encore Tumblr,,. Notamment grâce aux réalisations d'autres précurseurs du genre comme Vektroid, Fatima Al Qadiri, Gatekeeper, ou encore INTERNET CLUB. L'imagerie associée à la vaporwave inclut glitch art, sculpture classique, et web design des années 1990, notamment. L'usage de caractères japonais et autres systèmes d'écriture hors du contexte occidental est également courant sur les couvertures.
Le titre le plus connu du genre estリサフランク420 / 現代のコンピュー (en français : Lisa Frank 420 / Informatique moderne) de Vektroid. Écouté plus de 38 millions de fois sur YouTube avant une suppression de celui-ci en 2018 pour des raisons de droits d'auteurs réclamés par le label RCA Records. Ce titre en japonais a été choisi pour illustrer la société de consommation et la culture populaire japonaise des années 1980 qui est une période marquée par la bulle financière qu'a rencontrée le Japon.

## Interprétations
La vaporwave est un genre musical propre au cyberespace interprété comme une critique dystopique du capitalisme dans la veine du cyberpunk. Le critique musical Adam Harper, du Dummy Mag, décrit le genre comme « ironique et véritablement accélérationniste. »
Le style vaporwave divise en différentes catégories d'interprétations ceux la considérant comme une réelle critique du capitalisme. En effet, le nom de « vaporwave » est issu du terme anglais vaporware, désignant les produits annoncés qui n'ont jamais été fabriqués ni distribués. D'autres n'y voient qu'une vague de nostalgiques de cette époque qui ne chercheraient finalement qu'à revivre ces années. Cependant, entre 2015 et 2016 commence une période de popularisation importante sur YouTube du morceau リサフランク420 / 現代のコンピュー par Macintosh Plus, de nombreux internautes découvrent hâtivement le style et se mettent à utiliser la piste dans différentes de leurs vidéos ou vines n'étant pas spécifiquement en lien avec la vaporwave, cette utilisation du morceau amènera certains à considérer le genre comme un meme à part entière plutôt qu'un mouvement concret et vivant.
Le terme « vaporwave » peut aussi être une référence au style planant des morceaux. 情報デスクVIRTUAL, surnom de Vektroid, décrit son album 札幌コンテンポラリー comme une « brève lueur de communication internationale » et une « parodie de l'hyper-contextualisation américaine de l'e-Asia depuis 1995 ». ｔｅｌｅｐａｔｈテレパシー能力者 met en scène, dans des vidéo-clips diffusés sur les sites web mentionnés, une « archéologie musicale anticipée ». Le critique musical Simon Reynolds décrit le vaporwave dans le livre Retromania comme étant un genre « se rapportant à la mémoire culturelle et à l’utopisme enterré sous les marchandises capitalistes, en particulier celles liées à la technologie grand public dans le monde du divertissement informatique et audiovisuel ».

## Artistes notables
Les artistes comprennent notamment : Ryan DeRobertis (Saint Pepsi, Skylar Spence), Daniel Lopatin (Chuck Person, Oneohtrix Point Never), et Ramona Xavier (Macintosh Plus, Vektroid, Laserdisc Visions).

## Sous-genres

### Simpsonwave
La Simpsonwave est un phénomène rendu populaire sur YouTube par l'utilisateur Lucien Hughes,,,. Elle reprend des scènes issues de la série d'animation américaine Les Simpson accompagnées de divers morceaux de vaporwave puis du lo-fi hip hop. Les clips sont souvent de qualité médiocre de type VHS, qui leur attribue un effet « hallucinatoire », les clips Simpsonwave sont souvent centrés sur le personnage Bart Simpson.

### Laborwave
La laborwave, continuité logique avec l’interprétation que certains se faisaient du style, la laborwave (étymologiquement composée des mots anglais labor ; travail et wave ; vague) est un sous-genre musical et graphique de la vaporwave ouvertement communiste et critiquant de manière assumée le capitalisme. Supposément apparu en 2016 sur Reddit puis YouTube, le style suit la lignée des "communist-memes"(comprenant musicalement la hardbass) et se réapproprie l’esthétique de la vaporwave pour y associer symboles et images propres au communisme, ses aspects musicaux sont multiples, variant de l’échantillonnage de chanson et marches militaires communiste à de sonorités directement plus proches de la vaporwave.

### Fashwave
La fashwave (jeu de mots entre « fasciste » et « synthwave »), est un sous-genre largement instrumental de la vaporwave et de la synthwave ayant émergé sur YouTube vers 2015. Avec quelques points de vue politique et morceaux entrelacés, le genre mêle imagerie Fasciste/Nationaliste à des visuels associés à la vaporwave et la synthwave. En 2017, Penn Bullock et Eli Penn du magazine Vice révèlent que ce phénomène, auto-proclamé par les fascistes et les membres de l'extrême droite qui s'approprient la vaporwave et son esthétique, décrit comme de la fashwave est « le premier genre musical fasciste qui en met suffisamment plein les oreilles pour en faire appel au public de masse. » Quelques artistes reconnus comme Xurious ou IronSound ont été censurés de certaines plateforme de partage. Un genre dérivé est la Trumpwave, qui a pour thème, Donald Trump.